# Конявски проход
Конявският проход (или Байкалска седловина) е планински проход (седловина) в Западна България, в централната част на Конявска планина, в Община Кюстендил, област Кюстендил и Община Радомир, област Перник.
Проходът е с дължина 21,5 km и надморска височина на седловината – 1020 m. Свързва Кюстендилската котловина при село Коняво на югозапад с Радомирската котловина при село Извор на североизток.
Проходът започва на 583 m н.в. северно от село Коняво и се насочва на североизток, нагоре по южния склон на Конявска планина. След 3,9 km преминава през село Цървеняно, а след още 4,9 km достига седловината на 1020 m н.в. при разклона за село Буново. От там започва спускане по северния склон на Конявска планина. Минава южно от Чокльово блато, след 4,6 km преминава през село Драгомирово, а след още 8,1 km слиза в южната част на Радомирската котловина, западно от село Извор, където завършва на 687 m н.в.
През него преминава участък от 21,5 km от първокласния Републикански път I-6 (от km 33,5 до km 55,0) ГКПП Гюешево – Перник – София – Карлово – Бургас. Поради стратегическото му значение и усиления трафик пътят се поддържа целогодишно за преминаване на МПС. От него наляво (на северозапад), на седловината се отклонява общински път за село Буново, а при село Драгомирово, отново наляво – Републикански път III-6233 за град Земен.

## Топографска карта
- Лист от карта K-34-58. Мащаб: 1 : 100 000.